# Freya (chi nhện)
Freya là một chi nhện trong họ Salticidae. Hầu hết loài trong chi này sống ở vùng Trung và Nam Mỹ. Riêng loài F. dyali lại tìm thấy được ở Pakistan.

## Các loài
- Freya albosignata (F. O. P-Cambridge, 1901) — Guatemala, Panama
- Freya arraijanica Chickering, 1946 — Panama
- Freya atures Galiano, 2001 — Venezuela
- Freya bicavata (F. O. P.-Cambridge, 1901) — Panama
- Freya bifida (F. O. P.-Cambridge, 1901) — Panama
- Freya bifurcata (F. O. P.-Cambridge, 1901) — Panama
- Freya chapare Galiano, 2001 — Bolivia, Brazil
- Freya chionopogon Simon, 1902 — Venezuela
- Freya decorata (C. L. Koch, 1846) — Northern South America
- Freya demarcata Chamberlin & Ivie, 1936 — Panama
- Freya disparipes Caporiacco, 1954 — French Guiana
- Freya dureti Galiano, 2001 — Brazil
- Freya dyali Roewer, 1951 — Pakistan
- Freya emarginata (F. O. P.-Cambridge, 1901) — Guatemala
- Freya frontalis Banks, 1929 — Panama
- Freya grisea (F. O. P.-Cambridge, 1901) — Guatemala, Panama
- Freya guianensis Caporiacco, 1947 — Venezuela, Guyana
- Freya infuscata (F. O. P.-Cambridge, 1901) — El Salvador, Panama
- Freya justina Banks, 1929 — Panama
- Freya longispina (F. O. P.-Cambridge, 1901) — Guatemala, Panama
- Freya maculatipes (F. O. P.-Cambridge, 1901) — Mexico
- Freya minuta (F. O. P.-Cambridge, 1901) — Panama
- Freya nannispina Chamberlin & Ivie, 1936 — Panama
- Freya nigrotaeniata (Mello-Leitão, 1945) — Paraguay, Argentina
- Freya perelegans Simon, 1902 — Venezuela
- Freya petrunkevitchi Chickering, 1946 — Panama
- Freya prominens (F. O. P.-Cambridge, 1901) — Mexico to Panama
- Freya regia (Peckham & Peckham, 1896) — Mexico, Guatemala
- Freya rubiginosa (C. L. Koch, 1846) — Brazil
- Freya rufohirta (Simon, 1902) — Brazil
- Freya rustica (Peckham & Peckham, 1896) — Guatemala, Panama